# Операция Eagle Guardian
Операция Eagle Guardian (орёл-защитник) – региональная схема обороны, разработанная членами НАТО в начале 2010 года с целью защитить Польшу и страны Балтии от возможного нападения со стороны Российской Федерации.
В плане указываются порты в Польше и Германии, в которых в случае российской агрессии высадятся десантные войска, а также будет обеспечена поддержка британских и американских военных кораблей. Eagle Guardian подразумевает, что в случае агрессии со стороны России НАТО задействует девять дивизий — американские, германские, британские и польские.
Изначально, данные по этому проекту были опубликованы на сайте Wikileaks. Эти документы были якобы подписаны госсекретарём США Хиллари Клинтон, которая действительно вскоре подтвердила намерение США разместить в Польше своё подразделение военно-воздушных сил, установить некоторые системы ПРО, а также разработать некий план по защите Польши и Балтийских стран.